# Cymbopetalum euneurum
Cymbopetalum euneurum är en kirimojaväxtart som beskrevs av Nancy A. Murray. Cymbopetalum euneurum ingår i släktet Cymbopetalum, och familjen kirimojaväxter. Inga underarter finns listade i Catalogue of Life.